# Бюджет домашнего хозяйства
Бюджет домашнего хозяйства (бюджет домохозяйства; англ. household budget) — баланс фактических доходов и расходов домашнего хозяйства за период времени.

## Определение
Согласно «Большому экономическому словарю» бюджет домашнего хозяйства — это баланс фактических доходов и расходов домашнего хозяйства за определённый период времени (месяц, квартал, год).

## Бюджет домохозяйства и бюджет семьи
По определению ООН домохозяйство — это лицо/группа лиц, объединённых с целью обеспечения всем необходимым для жизни. По определению ряда социологов семья — это социальная группа лиц, проживающих совместно для общего ведения хозяйства и воспроизводством, связанных родством. Итак, группа студентов, проживающих совместно в комнате общежития — это домохозяйство, но не семья. Две семьи (все родственники), проживающих в одной квартире, — это лишь одно домохозяйство. Главный критерий выделения домохозяйства из групп лиц — это общая экономическая функция, а семьи — это родственные связи.

## Структура бюджета домашнего хозяйства

### Доходная часть
В доходной части бюджета отражаются доходы членов домохозяйства: 
- доходы от трудовой и предпринимательской деятельности:

- оплата труда по найму;
- доходы от самостоятельной занятости;
- доходы от предпринимательской деятельности;
- доходы от продажи продукции подсобного хозяйства;

- социальные трансферты:

- пенсии;
- стипендии;
- пособия;

- доходы от собственности:

- проценты по вкладам и ценным бумагам;
- дивиденды;
- рента;
- доходы от сдачи в аренду (жилья, земли и прочего);

- частные трансферты:

- безвозмездная денежная помощь родственников и организаций;
- алименты;

- прочие поступления:

- наследство;
- выигрыши;
- страховые выплаты;
- другие выплаты.

- денежные доходы:

- денежные средства, полученные по вкладам;
- денежные средства от продажи имущества, ценных бумаг, валюты и прочее;
- денежные средства, взятые в кредит/заём у банков, частных лиц, организаций.

### Расходная часть
В расходной части бюджета отражаются расходы членов домохозяйства:
- выплата обязательных платежей:

- подоходный налог;
- страховые взносы во внебюджетные фонды;
- алименты;
- другие обязательства.

- выплаты от потерь и убытка;
- частные трансферты:

- материальная помощь и пожертвования.

- потребительские расходы:

- покупка продовольственных товаров (товаров кратковременного пользования);
- покупка непродовольственных товаров (товаров длительного пользования (недвижимость, земля, бытовая техника));
- оплата жилища и коммунальных услуг, услуги культурно-бытового назначения, транспорта, расходы в связи с ведением личного подсобного хозяйства;

- производственные расходы;
- страховые выплаты, возврат кредитов, погашение ссуд;
- прочие расходы.

### Сбережения
В расходной части бюджета отражаются отложенные средства:
- размещение денежных средств во вкладах;
- покупка иностранной валюты и открытия депозита;
- покупка акций, ценных бумаг;
- финансовые вложений в пай, покупка доли бизнеса.

## Балансировка бюджета
Сверяется изменения остатков денежный средств на начало и на конец периода. Бюджет балансируется накоплением домашнего хозяйства в виде изменения суммы наличных денег, прироста вкладов на банковских счетах и т.п.

## Обследования бюджетов домашних хозяйств
Источником данных о бюджете домашнего хозяйства являются выборочные обследования бюджетов домашних хозяйств.